# Psykologi
Denne artikel omhandler akademisk eller videnskabelig psykologi, og ikke f.eks. parapsykologi eller newage filosofi.
Psykologi er det videnskabelige studium af menneskets psykiske processer og adfærd herunder menneskets måde at handle og reagere på, dets oplevelse af verden og dets følelsesliv, tænkning og viljesytringer. Psykologi refererer også til anvendelsen af denne viden inden for forskellige områder af menneskelivet, f.eks. indenfor behandling og lindring af psykiske lidelser.

Etymologisk stammer ordet psykologi fra græsk ψυχή psuché ("psyke") og -λογία -logía ("læren om"), psykologi betyder således bogstaveligt læren om psyken eller læren om sjælelivet.
Psykologi benytter forskningsmetoder som eksperimenter, observation, spørgeskemaer og kvalitative undersøgelser for at indsamle data og uddrage pålidelig information. Det er en bred disciplin med mange specialiserede områder, og det spænder over teoretiske, anvendte og kliniske aspekter af menneskelig adfærd og mentale processer.

## Psykologiens historie
Den moderne psykologi kan siges at have to oprindelser, der begge opstod i slutningen af det 19. århundrede. Disse to oprindelser afspejles stadig i psykologien, idet psykologien dels kan betragtes som et vidensfag og dels som et professionsfag. 

Den moderne psykologi som naturvidensfag tilskrives ofte oprettelsen af Wilhelm Wundts psykologiske laboratorium i Leipzig i 1879, der var en afgørende katalysator for den eksperimentelle psykologis udvikling. Den teoretiske psykologi var historisk set en gren af filosofien, og filosoffen William James beskrives da også ofte som psykologiens fader, efter at han i 1890 udgav Principles of Psychology.

Psykologien som professionsfag tilskrives ofte Sigmund Freud, en tysk-jødisk neurolog. Efter at have opgivet hypnose i behandlingen af hysteriske patienter, udviklede han psykoanalysen som terapeutisk metode. Psykoanalysen blev startskuddet til udviklingen af forskellige former for psykoterapi der primært baserede sig på samtale. Samtaleterapier eller psykoterapi er fortsat et væsentligt element i behandling af mange psykiske lidelser.

### Psykodynamikkens udvikling
Freuds psykoanalyse havde enorm gennemslagskraft i den vestlige kultur i almindelighed, og indenfor psykologien opstod der også et væld af teorier, der var mere eller mindre inspirerede af Freuds tanker. Disse teorier kaldes under et for psykodynamiske og fokuserer primært på; det ubevidste, barndommen og selvet, og blev i høj grad udviklet af Freuds elever. En af de mest markante skikkelser, der var inspireret af Freud, var den schweiziske psykiater Carl Gustav Jung. Han grundlagde den indflydelsesrige dybdepsykologi, og udviklede begreberne det kollektive ubevidste og arketyper, og nedtonede Freuds fokus på seksualitet.
Tilknytningsteorien, som John Bowlby udviklede ved at kombinere psykoanalytiske og etologiske idéer, fik en stor og varig indflydelse på måden psykologien forstår nære relationer mellem mennesker.

### Behaviorismen
Allerede i 1890'erne havde den russiske fysiolog Ivan Pavlov beskrevet klassisk betingning, en simpel indlæringsmekanisme, hvorved adfærd udvikles på baggrund af stimulus-respons reaktioner. Denne forskning blev udbredt i vesten (og i særdeleshed USA) af den amerikanske psykolog John B. Watson, der grundlagde behaviorismen. Indenfor behaviorismen forkastede man introspektion som videnskabelig metode, og anså adfærden, og ikke psyken, som den rette genstand for videnskabelig psykologi. Behaviorismen var således en modreaktion til de psykoanalytiske teorier, der i høj grad baseredes på introspektion. En af de mest markante skikkelser indenfor behaviorismen er den amerikanske psykolog B. F. Skinner, der argumenterede for en radikal behaviorisme, hvor indre psykologiske tilstande helt afvises. Skinner er i særdeleshed kendt for at have beskrevet operant betingning, en mere sofistikeret indlæringsmekanisme, som Skinner mente kunne forklare det meste, hvis ikke al adfærd.
Behaviorismen var en dominerende retning indenfor psykologien i første halvdel af det 20. århundrede, men mødte også kritik fordi den reducerede menneskelig aktivitet til simple stimulus-respons-mekanismer og ignorerede medfødte egenskaber. En afgørende kritik af behaviorismen kom fra lingvisten Noam Chomsky, i en anmeldelse af Skinners bog Verbal Behavior fra 1957, der forsøgte at forklare sprogudvikling hos børn ved hjælp af betingning alene. Chomsky påviste at betingning ikke kunne forklare sprogudviklingen.

### Den humanistiske psykologi
I 1950'erne opstår humanistisk psykologi som en reaktion på de to store paradigmer indenfor psykologien: psykoanalysen og behaviorismen. Af samme grund kaldes humanistisk psykologi af og til den tredje kraft i psykologien. Humanistisk psykologi opstod på baggrund af den filosofiske retning eksistentiel filosofi, og forfattere som Jean-Paul Sartre og Søren Kierkegaard. Med udgangspunkt i fænomenologi og intersubjektivitet, forsøgte den humanistiske psykologi at anskue personer i deres helhed, og ikke blot i delelementer som adfærd eller personlighed. Humanistisk psykologi fokuserede på fundamentale emner i den menneskelige tilværelse, såsom identitet, døden, alenehed, frihed og mening. Carl Rogers' klientcentrerede terapi fik enorm indflydelse på såvel psykoterapiens udvikling, som pædagogik. Den humanistiske psykologi havde kraftigt fokus på selvrealisering og selvudvikling, som det f.eks. ses i Abraham Maslows behovspyramide, og dette fokus er bevaret i store dele af psykologiske praksis.

### Eksistentiel psykologi
Den eksistentielle psykologi er beslægtet med den humanistiske psykologi og opstod allerede i 1920’erne og 1930’erne i Europa. Den eksistentielle psykologi udsprang af den eksistentielle filosofi og havde et tilsvarende fokus på eksistensen. De vigtigste inspirationskilder talte Søren Kierkegaard, Friedrich Nietzsche, Martin Heidegger og Martin Buber.
De første eksistentielle psykologer var Viktor Frankl og Ludwig Binswanger, der begge var psykiatere, men selve betegnelsen ‘eksistentiel psykologi’ vandt især frem med Rollo May i 1950’erne og 1960’erne. Udviklingen af den eksistentielle psykologi har fra begyndelsen været tæt forbundet med udviklingen af den eksistentielle terapi, der i dag tæller navne som Emmy van Deurzen og Irvin D. Yalom.

### Kognitivismen
Med opfindelsen og udbredelsen af computeren blev informationsbehandling en indflydelsesrig analogi for psykiske processer. Fokus skiftede med kognitiv psykologi fra adfærd og konfliktfyldte følelser til tænkning (kognition). Aaron T. Becks forskning i depression er illustrativt: Depression betragtedes indenfor kognitivismen som et resultat af negative tankemønstre, og ikke udtryk for ubevidste konflikter eller indlært hjælpeløshed, som hhv. psykoanalytisk og behavioristisk orienterede psykologer gjorde. Kognitiv terapi fik enorm succes, og mange undersøgelser fandt, at kognitiv terapi var mere effektiv end tidligere psykoterapeutiske metoder, ikke mindst indenfor behandling af fobisk angst og depression.

### Neurovidenskablige udvikling
Kognitivismen blev fra 1980'erne og frem i stigende grad søgt forbundet til hjerneforskningen. Ganske vist havde Luria og andre psykologer langt tidligere beskæftiget sig indgående med forholdet mellem hjerne og psyke, primært ved at undersøge de psykologiske konsekvenser af specifikke hjerneskader. Endnu tidligere havde frenologien forsøgt at forudsige psykologiske egenskaber ud fra kranieformer.
Med fremvæksten af billeddannende teknikker som PET-, CAT- og især MR-scanning, blev mulighederne for at undersøge den levende hjerne så gode, at fremvæksten i neuropsykologisk forskning eksploderede. Psykologiske begreber om hukommelse, bevidsthed, følelser og tænkning, udfordres og udvikles i takt med en øget forståelsen af hjernens fysiologi og funktioner.
Neuropsykologien bliver en mere fremtrædende disciplin i slutningen af det tyvende århundrede, ligesom psykologer i samarbejde med genetikere for alvor begynder at undersøge genernes betydning for psyken.

### Psykologien i Danmark
Dette afsnit eller denne liste er kun påbegyndt. Hvis du ved mere om emnet, kan du hjælpe Wikipedia ved at tilføje mere.
Psykologi blev indført som fag ved Københavns Universitet under navnet Det psychofysiske Laboratorium af Alfred Lehmann i 1886. Psykologisk Institut på Aarhus Universitet oprettedes i 1968.

## Psykologiens metoder og videnskabsteori
Dette afsnit eller denne liste er kun påbegyndt. Hvis du ved mere om emnet, kan du hjælpe Wikipedia ved at tilføje mere.

Der anvendes mange forskellige forskningsmetoder indenfor psykologisk forskning. Overordnet kan psykologiske forskningsmetoder opdeles i to hovedtilgange.
- Kvantitative metoder, såsom eksperimenter og psykometriske undersøgelser. Denne tilgang involverer indsamling og analyse af numeriske data for at forstå mønstre, tendenser og relationer mellem forskellige variabler. Disse metoder, såsom eksperimenter og psykometriske undersøgelser, anvendes ofte, når forskere ønsker at teste hypoteser eller teorier, der forklarer fænomener i en målbar eller naturvidenskabelig forstand. Kvantitative metoder tillader forskere at generalisere deres resultater til større populationer.
- Kvalitative metoder, såsom feltarbejde, interview, samtaler og casestudier, fokuserer på at forstå menneskers oplevelser, adfærd og følelser i deres naturlige kontekst. Disse metoder, såsom feltarbejde og casestudier, anvendes ofte, når forskere ønsker at få en dybere forståelse af komplekse sociale fænomener, der ikke let kan måles eller kvantificeres. Kvalitative metoder tillader forskere at udforske nuancer, kontekst og dybde af de undersøgte fænomener.

Det er vigtigt at bemærke, at valget mellem kvantitative og kvalitative metoder ofte afhænger af forskningsspørgsmålet, forskningsdesignet og den teoretiske ramme, der anvendes i studiet. I mange tilfælde kan en kombination af begge metoder (kaldet blandet metode) give en mere omfattende forståelse af forskningsproblemet.
Den mest kendte psykologiske interventionsmetode er samtaleterapi, som også er den mest udbredte psykoterapi-form. Af andre former for psykoterapi, der ikke baserer sig primært på samtale, kan nævnes legeterapi og adfærdsmodifikation, der f.eks. anvendes i arbejdet med børn, hvis sprog endnu ikke er fuldt udviklet. Eksponeringsterapi, hvor klienten langsomt eksponeres for noget angstfremkaldende, er et andet eksempel på en psykoterapiform, der ikke primært er baseret på samtale. Psykologiske interventionsmetoder er ikke begrænset til psykoterapi. Rådgivning, supervison, meditation, kognitiv adfærdsterapi (KAT) gruppeterapi, peer-støtte og coaching er eksempler på psykologiske interventionsmetoder, der ikke nødvendigvis er rettet mod behandling af psykisk lidelse, men som også har et fagligt eller personligt udviklende formål.

### Kritik
For kritik af specifikke psykologiske teorier/teoretikere se venligst disse.
En almindelig kritik af psykologien er dens uklare videnskabelige status. Psykologien bliver kritiseret for ikke at leve op til videnskabsbegreber, der vægter objektivitet og reliabilitet højt, da der ofte benyttes såkaldt bløde forskningsmetoder, såsom spørgeskemaundersøgelser og kvalitative observationsstudier. Tilsvarende anvendes der indenfor visse psykologiske teoridannelser metoder såsom introspektion og psykoanalyse, der er subjektive af natur.
I de senere år, har der udviklet sig en omfattende debat omkring effektiviteten af psykoterapi i det hele taget, og forskelle i forskellige terapeutiske metoder effekt i særdeleshed
. Kritikerne hævder, at mange metoder baserer sig på forældede teorier og mangelfuld empirisk dokumentation af effekt. Omvendt argumenterer andre for, at eksperimentelle undersøgelser af terapieffekt overvurderer manualiserede og standardiserede terapiformer så som kognitiv terapi, og at der ofte anvendes et for snævert og positivistisk evidensbegreb, når psykologiens effektivitet søges målt.

## Relaterede fag
Psykologien har områder til fælles med Psykiatri og Humanbiologi. Psykologi grænser op til en række andre fag, f.eks. filosofi, pædagogik og sociologi.

## Psykologiske discipliner
Mængden af psykologiske discipliner er, trods psykologiens korte historie, enorm. Disciplinerne kan opdeles meningsfuldt på flere måder. Herunder er de opdelt i almene og anvendte hoveddiscipliner og mere snævre underdiscipliner, men denne opdeling kan ikke betragtes som entydig.

### Akademisk (almen) psykologi
- Kognitionspsykologi beskæftiger sig med tænkning, læring, sansning, perception, opmærksomhed, sprog, hukommelse og intelligens.
- Neuropsykologi studerer sammenhænge mellem hjernen og psykologiske processer som adfærd og tænkning. Demens og erhvervede hjerneskader er klassiske forskningsområder, men neuropsykologien beskæftiger sig i høj grad også med normale psykologiske processer.
- Personlighedspsykologi er den del af psykologien, der beskæftiger sig med menneskets personlighed, følelser, forestillinger og viljesliv. Freuds strukturelle model af personligheden med et 'overjeg', et 'jeg' og et 'det' er et eksempel på en personlighedspsykologisk teori.
- Socialpsykologi handler om forholdet mellem individ og samfund med vægt på emner som attituder, holdninger, identitet, attribution, grupper og social virkelighed. Et af de mest kendte socialpsykologiske eksperimenter er "Milgrameksperimentet", der blev udført af Stanley Milgram i 1961. Her påviste Milgram, at en forsøgsperson nemt kunne tvinges til at udsætte andre mennesker for livsfarlig tortur, alene fordi de fik at vide af en autoritet (forsøgslederen), at det var nødvendigt.
- Udviklingspsykologi beskæftiger sig med de psykologiske forandringer i individet, der sker i takt med, at det bevæger sig igennem sit livsforløb. Traditionelt har udviklingspsykologien især beskæftiget sig med børn og unge, men forandringer i hele livsforløbet er i stigende grad fokus for udviklingspsykologisk teori.

### Anvendt psykologi
- Arbejds- og organisationspsykologi beskæftiger med psykologiske aspekter af arbejdsliv og organisationsteori, f.eks. optimale arbejdsforhold, stress og organisationsudvikling.
- Klinisk psykologi beskæftiger sig med diagnosticering og behandling af psykiske problemer. Klinisk psykologi omfatter også studier af årsagerne til psykiske problemer.
- Pædagogisk psykologi undersøger pædagogiske fænomener, som læring, motivation og socialisering.
- Konsulterende psykologi Konsulterende psykologi beskæftiger sig med alle anvendte områder inden for psykologi og med at udvikle en stærk integration mellem videnskab og praksis igennem udviklingen af videnskabsgenerende praksis og reflekterende praksismodeller.

### Andre psykologiske discipliner (alfabetisk)
- Adfærdsgenetik
- Communitypsykologi
- Evolutionær psykologi
- Etologi
- Gerontopsykologi
- Gruppepsykologi
- Retspsykologi
- Massepsykologi
- Psykometri
- Psykopatologi
- Sexologi
- Sprogpsykologi

## Centrale psykologiske begreber (alfabetisk)
Herunder følger en liste over nogle af psykologiens centrale begreber, der anvendes i en bred vifte at teorier og skoledannelser. For mere specifikke teoretiske begreber, henvises til de enkelte teorier og/eller teoretikere.
- Bevidsthed
- Følelser
- Identitet
- Intelligens
- Personlighed
- Selv
- Tænkning
- Udvikling

## Psykologiske skoledannelser
Psyken er et meget bredt videnskabeligt genstandsfelt. Måske derfor har psykologien, trods sin relativt korte historie, produceret et væld af skoledannelser, der har skiftende udbredelse gennem tiden.

Herunder gives en (ufuldstændig) alfabetisk ordnet liste over væsentlige psykologiske skoledannelser.
- Behaviorisme
- Dybdepsykologi, også kendt som analytisk psykologi
- Eksistentiel psykologi
- Humanistisk psykologi
- Kognitiv psykologi
- Psykoanalyse
- Systemisk psykologi
- Tilknytningsteori
- Trækteori
- Psykagogik

## Fremtrædende psykologiske tænkere (alfabetisk efter efternavn)
- Ludwig Binswanger
- Erik H. Erikson
- Viktor Frankl
- Sigmund Freud
- William James
- Carl Gustav Jung
- Heinz Kohut
- Ronald D. Laing
- Alexei Leontjew
- Abraham Maslow
- Roberto Assagioli
- Rollo May
- Ivan Pavlov
- Jean Piaget
- Carl Rogers
- B.F. Skinner
- Daniel Stern
- Lev Vygotskij
- Emmy van Deurzen

## Psykologiuddannelser i Danmark
Det er muligt at uddanne sig til cand.psych. og dermed erhverve retten til at kalde sig psykolog på fire danske universiteter: Københavns Universitet, Aarhus Universitet, Aalborg Universitet og Syddansk Universitet. Derudover undervises der også i faget psykologi på Roskilde Universitet. Danmarks Pædagogiske Universitet har en uddannelse til cand.pæd. i pædagogisk psykologi, der dog ikke som den tidligere cand. pæd. psych.-uddannelse giver ret til at kalde sig psykolog.
Udenfor universitetsregi undervises der i også i psykologi. Gymnasierne har således et psykologifag, ligesom psykologiske fag er populære på aftenskoler og højskoler. På et stort antal private psykoterapeutuddannelser undervises der ligeledes i psykologi.

## Dansksproget litteratur

### Oversigts- og introduktionslitteratur
- Karpatschof, B. og Katzenelson, B. (red.) (2011): "Klassisk og moderne psykologisk teori". Hans Reitzels Forlag
- Larsen, O. S. (2018): "Psykologiens veje". Systime
- Søgaard, U. (2013): "Psykologi - aktuelle teorier og nyere forskning". Gyldendal

### Psykologiens filosofi, videnskabsteori og historie
- Christensen, G. (2014): "Psykologiens videnskabsteori". Samfundslitteratur
- Husserl, E. (2019): "Fænomenologi". Forlaget Mindspace
- Karpatschof, B. (red.) (2000): “Psykologiens historie i Danmark”. Dansk Psykologisk Forlag
- Sørensen, A. (2016). “Sårbarhedens overvindelse og styrkens fascination: Den psykologiske og psykoterapeutiske resiliensforståelses idéhistorie”. I: Slagmark, nr. 73, s. 45–63.

### Forsknings- og undersøgelsesmetode
- Bechmann Jensen, T. & Christensen, G. (Red.)(2005): “Psykologiske og pædagogiske metoder, kvalitative og kvantitative forskningsmetoder i praksis”. Roskilde Universitetsforlag.
- Brinkmann, S. & Tanggaard, L. (2020): "Kvalitative metoder". Hans Reitzels forlag
- Karpatschof, B. (2006): “Udforskning i psykologien: De kvantitative metoder”. Akademisk Forlag

### Psykodynamisk psykologi
- Bowlby, J. (1994): “At knytte og at bryde nære bånd”. Det lille Forlag
- Bowlby, J. (1999): "En sikker base". Det lille Forlag
- Freud, S. (2004): "Psykoanalyse - samlede forelæsninger". Hans Reitzels Forlag
- Freud, S. (2019): "Afhandlinger om seksualteori". Hans Reitzels forlag
- Freud, S. (2021): "Metapsykologi 1-2". Hans Reitzels Forlag
- Freud, S. (2021): "Psykoanalysen i grundtræk". Hans Reitzels Forlag
- Jung, C. (1998): "Erindringer, drømme, tanker". Lindhardt og Ringhof
- Jung, C. (1993): "Den analytiske psykologis grundlag og praksis". Gyldendal

### Behaviorisme, Gestaltpsykologi, Humanistisk psykologi og socialkonstruktivisme
- Skinner, B. (2013): "Operant adfærd". I: Esben Jerlang: Psykologiske tænkere. Nota.
- Köhler, W. (1972): “Gestaltpsykologi”. Stjernebøgernes Kulturbibliotek, Vintens Forlag
- Buhler, C. (1974): “Introduktion til humanistisk psykologi”. KBH Gyldendal
- Bruner, J. (1999): "Mening i handling". Klim
- Gergen, K. (2000): “ Virkelighed og relationer: Tanker om sociale konstruktioner”. Dansk Psykologisk Forlag

### Fænomenologisk psykologi
- Draeby, A, (2019): "Introduktion til Edmund Husserls fænomenologiske psykologi, filosofi og metode". I: Fænomenologi (s. 7-59). Forlaget Mindspace
- Hansen, C. (red.) (2001): "Københavnerfænomenologien, bisat eller genfødt?". Danmarks Pædagogiske Universitet

### Udviklingspsykologi
- Freud, S. (1985): “Den infantile seksualitet”. I: Afhandlinger om Seksualteori, København: Hans Reitzels Forlag
- Piaget, J. (1992). "Barnets psykiske udvikling". Hans Reitzels Forlag
- Stern, D. (2000): “Barnets interpersonelle univers – Et psykoanalytisk og udviklingspsykologisk perspektiv”. Hans Reitzels Forlag
- Vygotsky, L. (1982): “Legen og dens rolle i barnets psykiske udvikling”. Nyt Nordisk Forlag.
- Winnicott, D. (2003): “Leg og virkelighed”. København, Hans Reitzels Forlag.

### Social- og kulturpsykologi
- Cole, M. (2003): "Kulturpsykologi". Hans Reitzels Forlag
- Dammeyer, J. (2021): "Socialpsykologi". Hans Reitzels Forlag
- Jacobsen, M. H. (2013): “Socialpsykologi - en grundbog til et fag”. Hans Reitzels Forlag
- Kuschel, R. & Jørgensen, P. (2016): "Socialpsykologi - en introduktion". Frydenlund
- Mead, G. H. (2005): “Sindet, selvet og samfundet”. Akademisk

### Personlighedspsykologi
- Bertelsen, P. (2015): “Personlighedspsykologi”. Frydenlund
- Holzkamp, K. (1982). “Daglig livsførelse som subjektvidenskabelig grundkoncept”. I: Nordiske udkast, nr. 2, s 89-117
- Køppe, S. & Dammeyer, J. (2014): "Personlighedspsykologi". Hans Reitzels Forlag
- Olesen, H. H. (red) (2014): “Mærkelige menneske: Moderne personlighedspsykologi”. Plurafutura Publishing

### Neuro- og kognitionspsykologi
- Gade, A. (2003): "Hjerneprocesser: kognition og neurovidenskab". Frydenlund
- Gerlach, C. m.fl. (2020): "Klinisk neuropsykologi". Frydenlund
- Nordfang, M. & Nørby, S. (2017). “Kognitionspsykologi”.  Samfundslitteratur.

### Pædagogisk psykologi
- Lave, J & Wenger, E. (2003). “Situeret læring og andre tekster”. København: Hans Reitzels
- Piaget, J. (1973). "Psykologi og pædagogik". København: Hans Reitzels Forlag
- Vygotsky, L. (2004): “Pædagogisk Psykologi”. I: G. Lindqvist: Vygotsky, Læring som udviklingsvilkår, Klim

### Organisations- og arbejdspsykologi
- Gergen, K. og L. Hersted (2014): “Relationel ledelse - Dialogisk baseret samarbejde”. Forlaget Mindspace.
- Heinskou, T. (2005): "Psykodynamisk organisationspsykologi". Gyldendal
- Lennéer Axelson, B. (2006). “Arbejdsgruppens psykologi. Det psykosociale arbejdsmiljø”. Hans Reitzels Forlag

### Klinisk psykologi
- Arendt, M. & S. Kjær (2017): "Kort og godt om angst". Dansk Psykologisk Forlag
- Arendt, M. & N. Rosenberg (red.)(2019): “Kognitiv terapi”. København: Hans Reitzels forlag
- Draper, R. & R. Dallos (2007): "Familieterapi - systemisk terapi i teori og praksis". Hans Reitzels Forlag: ISBN 9788741224961
- Esbjørn, B. H. & Breinholst, S. (2020). “Kort og godt om børn og angst”. Dansk psykologisk forlag.
- Grünbaum, L. & Mortensen, K. V. (2016). “Psykodynamisk psykoterapi med børn og unge”. Hans Reitzel.
- Payne, M. (2011): "Narrativ terapi". Dansk Psykologisk Forlag. ISBN 9788777066702
- Perls, F. (2004): “Gestaltterapiens metode”. Munksgaard
- Sørensen, A. (2015): “Angst - når hverdagslivet bliver hjemløst”. I: Hverdagslivets følelser. Hans Reitzel
- Yalom, I. D. (1995/2006): "Eksistentiel psykoterapi". Gyldendal